# マラット・グレゴリアン
マラット・グレゴリアン（Marat Grigorian、1991年5月29日 - ）は、アルメニアの男性キックボクサー。エレバン出身。Team Nick Hemmers所属。初代K-1 WORLD GP -70kg（現：スーパーウェルター級）王者、元GLORYライト級王者。

## 来歴
2013年4月20日、Glory 7でチンギス・アラゾフと対戦してノーコンテスト。
2013年12月14日、Victoryでチンギス・アラゾフと再戦して判定勝ち。
2014年4月12日、Glory 15でロビン・ファン・ロスマレンと対戦して1-2の判定負け。
2015年2月1日、Kunlun Fight 18でムエタイのルンピニースタジアムのウェルター級王者であるエークプラチャー・ミナヨーティンと対戦。結果は2RKO勝ち。
2015年4月12日、Kunlun Fight 22でムエタイのルンピニースタジアムのウェルター級元王者であるヨードセングライ・フェアテックスと対戦。結果は判定負け。
2015年6月5日、Glory 22でセルゲイ・アダムチャックと対戦して判定負け。
2015年7月4日、K-1 WORLD GP 2015 ～-70kg初代王座決定トーナメント～に参戦。1回戦で山崎陽一、準決勝で牧平圭太、決勝でジョーダン・ピケオーにKO勝ち。3試合連続KO勝ちで優勝した。
2015年12月19日、Kunlun Fight 35 - World MAX 2015 Final 8でムエタイのルンピニースタジアムのウェルター級元王者であるシッティチャイ・シッソンピーノンと対戦。結果は判定負け。
2017年8月27日、Kunlun Fight 65 - World MAX 2017 Final 16でジョムトーン・チュワタナと対戦して2RKO勝ち。
2017年11月12日、Kunlun Fight 67 - World MAX 2017 Final 8でハミシャ・モーチェと対戦し判定勝ち。
2018年2月4日、Kunlun Fight 69 - World MAX 2017の決勝トーナメントに参戦。準決勝でジニアス・ズエフに判定勝ち、決勝でスーパーボン・バンチャメーク（現:スーパーボン・シンハ・マウイン）にKO勝ちして優勝した。
2019年5月7日、Glory 65において、シッティチャイ・シッソンピーノンと5度目の対戦。この試合はGloryライト級王座戦として行われ、グレゴリアンが判定勝ちで王座を獲得した。
2020年8月22日、ONE Championshipと契約したとONE側から発表された。
2020年12月4日、シンガポールで開催された「ONE: BIG BANG」でイヴァン・コンドラチェフと対戦。1Rにダウンを奪われたが、2Rに攻め立ててKO勝ち。ONEデビュー戦を勝利で飾った。
2022年3月26日、ONE: Xで初代ONEキックボクシング世界フェザー級王者スーパーボンとキックボクシング世界フェザー級タイトルマッチを行い、0-3の判定負けを喫して王座獲得に失敗した。
2023年8月5日、ONE: Fight Night 13で第2代K-1スーパーウェルター級王者にして第2代ONEキックボクシング世界フェザー級王者チンギス・アラゾフと二度目のキックボクシング世界フェザー級タイトルマッチを行い、0-3の判定負けを喫して王座獲得に失敗した。
2025年3月23日、ONE 172で第2代SB世界スーパーウェルター級王者の海人と対戦する予定だったが、グレゴリアンが計量会場に姿を見せなかったことから計量失格となり、その後行われたONE関係者のみが立ち会った検査においてハイドレーションテストは合格とされたものの、キャッチウェイトでの対戦についての交渉が決裂したため中止となった。